# 야지드 여성부대
야지드 여성부대(Yekinêyen Jinên Êzidxan) 또는 YJÊ는 야지드 무장단체 중 모든 군인이 여성으로 구성된 부대로 2015년 ISIL의 공격으로 야지드 공동체를 방어하기 위해 설립되었다.

혼성 부대인 야지드 보호군으로부터 떨어져 나온 다음, 야지드 여성부대는 2015년 1월 5일 창립되었다. 원래 이름은 YPJ-신자르 또는 Yekîneyên Parastina Jin ê Şengalê(신자르 여성 보호부대)였다. 현재 이름은 2015년 10월 26일에 채택되었다. 무장 단체는 쿠르디스탄 노동자당의 수감된 지도자 압둘라 오르칸의 여성 인식을 받아들였으며 쿠르디스탄 공산당 집단이 지지하는 민주 연방제를 채택했다. 이들은 쿠르드 자치구에 야지드 자치주 설립을 요구하고 있다. 2015년 10월, 야지드 여성부대는 신자르 동맹에 참여했다. 야지드 보호군과 신자르 저항부대도 이 동맹에 참여했다. 합동 특공대 통솔 기구인 신자르 동맹의 지휘 하에 야지드 여성부대는 2015년 11월 신자르 공세에 참전했다.

## 같이 보기
- 야지디 학살
- 2015년 11월 신자르 공세